# Mary McGeachy
Mary Agnes (Craig) Schüller-McGeachy, née le 7 novembre 1901 à Sarnia (Canada) et morte le 2 novembre 1991 à Keene (New York, États-Unis), est une féministe canadienne, première femme à bénéficier du statut diplomatique britannique lors de la Seconde Guerre mondiale.
Grâce au rôle qu'elle assume avec Freya Stark au ministère britannique de l'Économie de guerre puis à l'Administration des Nations unies pour le secours et la reconstruction (UNRRA), le Foreign Office britannique ouvre ses carrières aux femmes en 1946. 
Elle préside durant trois mandats après la guerre le Conseil international des femmes.

## Biographie

### Débuts
Mary McGeachy naît le 7 novembre 1901 à Sarnia, Ontario, Canada. Anna Jenet et le prédicateur Donald McGeachy ont quatre enfants. Mary McGeachy est la première fille et la deuxième enfant de la fratrie.  
En 1920, Mary McGeachy étudie l'histoire, la philosophie et l'anglais à l'Université de Toronto. Alors qu'elle est étudiante, elle remplace son prénom Mary par le prénom masculin Craig, estimant que ce sera un avantage dans les milieux professionnels. À l'université, elle rencontre Lester Pearson, l'un de ses professeurs d'histoire, et reste amie avec lui toute sa vie. En 1924, elle obtient son diplôme à Toronto.

### Carrière
Elle travaille comme enseignante pendant deux ans à Hamilton et part ensuite étudier à la Sorbonne et à l'Université de Genève, ville où elle s'installe en 1927. Là, elle travaille comme rédactrice en chef d'un magazine étudiant, Vox Studentium de la Fédération universelle des associations chrétiennes d'étudiants et trouve ensuite un emploi, en 1928, dans un service d'information de la Société des Nations puis au sein de son secrétariat. Elle est notamment responsable de coordonner les principaux groupes féministes. Elle s'attache à accroître l'influence du Canada au sein de la Société des Nations et à promouvoir le Canada comme intermédiaire dans les négociations internationales,.

#### Mouvement féministe
Dans ce contexte, elle entre en contact avec le mouvement féministe britannique et international. En effet, plusieurs associations internationales de femmes ont leur siège à Genève : le Conseil international des femmes (CIF), l'Alliance internationale des femmes (AIF) et la Ligue internationale des femmes pour la paix et la liberté (LIFPL). Ces organisations mènent un lobbying féministe ou pacifiste à la Société des Nations. Entre autres personnalités, Mary McGeachy rencontre ici les personnalités politiques britanniques Mary Hamilton, Hugh Dalton, Philip Noel-Baker et la Canadienne Charlotte Whitton.

#### Fonctions pendant la Seconde Guerre mondiale
Pendant la Seconde Guerre mondiale, elle travaille au ministère britannique de l'Économie de guerre. En octobre 1942, elle devient la première femme à disposer du statut diplomatique britannique,. Contrairement à ses collègues diplomates masculins, ce statut lui est toutefois attribué temporairement. À partir de janvier 1944, au sein de la nouvelle Administration des Nations unies pour le secours et la reconstruction (UNRRA), elle assume les fonctions de directrice du service chargé de la protection sociale,. Côté américain, elle est parfois critiquée en raison de ses longues absences de Washington et d'un déménagement mené pour des raisons privées à Londres. Elle se marie à Londres en décembre 1944 avec Erwin Schüller, un riche émigrant autrichien originaire de Vienne, libéré en 1941 d'un centre de détention. En mai 1946, l'UNRRA est restructurée et le département de la protection sociale est déclassé. Mary McGeachy est désormais agent de liaison. Elle quitte l'UNRRA le 23 août 1946.
Grâce au rôle joué par l'orientaliste Freya Stark et Mary McGeachy pendant la guerre, le Foreign Office britannique ouvre ses carrières aux femmes en 1946.

#### De1946à1991
Après la guerre, elle déménage à plusieurs reprises et vit, entre autres, en Afrique du Sud, à Toronto, à New York et, à partir de 1973, à Princeton. Elle  travaille dans des organisations de femmes, en particulier au Conseil international des femmes, où elle occupe à partir de 1957 des postes de direction. De 1963 à 1973, elle en est la présidente durant trois mandats.
Elle adhère à l’Église épiscopale américaine, où elle est intronisée dame de l'ordre de Saint John en 1986. Elle meurt le 2 novembre 1991 à Keene, dans sa résidence de vacances, les Adirondack Mountains.

## Hommage et postérité

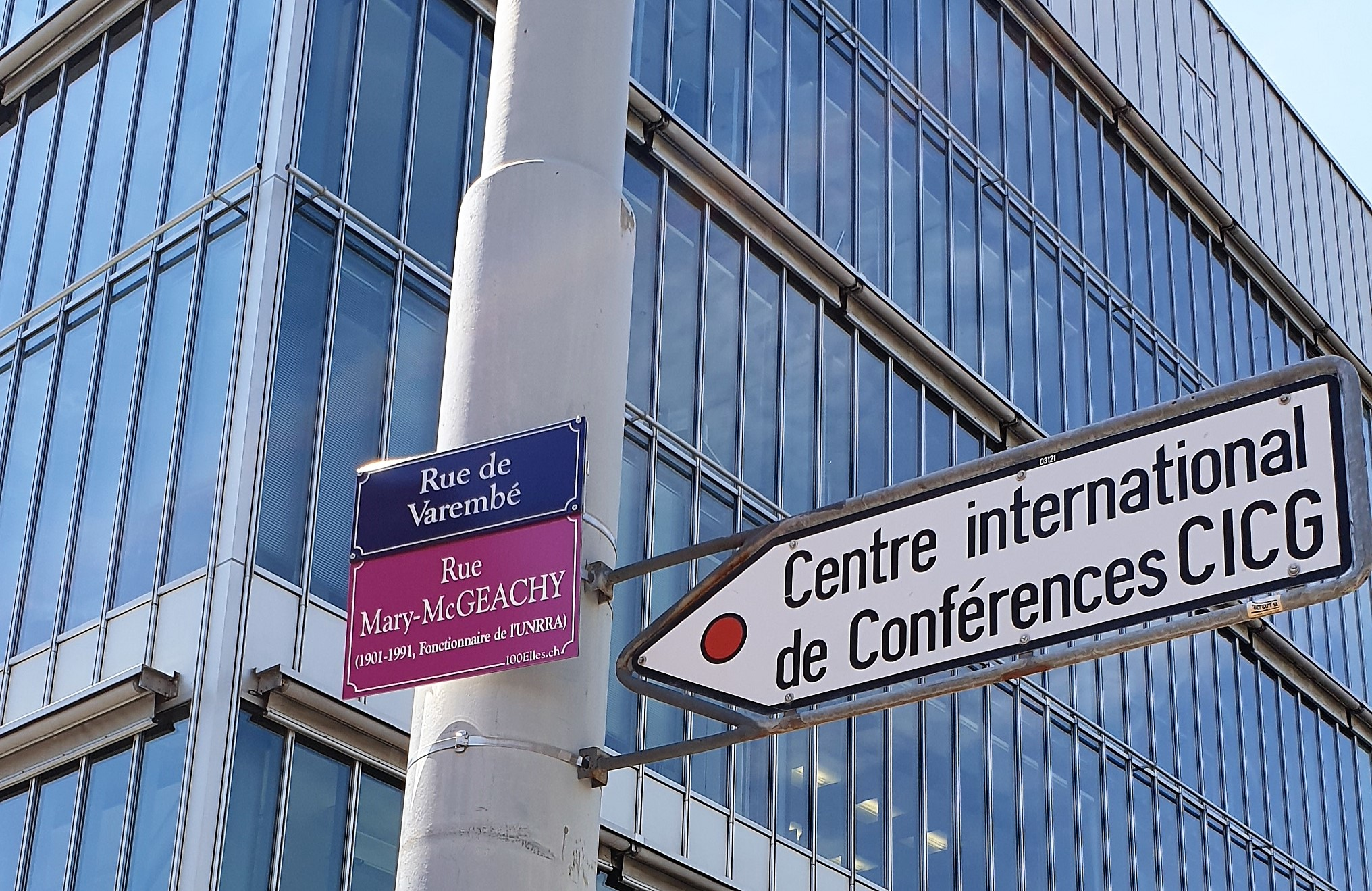
« Rue Mary McGeachy / Rue de Varembé ».

En 2019, à Genève, dans le cadre du projet 100 Elles, l'association l'Escouade renomme temporairement la rue de Varembé à son nom,,,.